# Manoir de Tonnancour
Pour les articles homonymes, voir Tonnancour.
Le manoir de Tonnancour est un édifice situé au 864, rue des Ursulines, à Trois-Rivières, région touristique de la Mauricie, au Québec. Il héberge actuellement la Galerie d'art du Parc, centre d'exposition accrédité. Depuis 1966, il est classé comme Immeuble patrimonial par le gouvernement du Québec.

## Résidence et magasin
Le Manoir de Tonnancour est construit en 1723-1725 pour René Godefroy de Tonnancour (1669-1738) et son épouse Marguerite Ameau (1669-1749), père et mère de 10 enfants.
En 1738, le manoir passe aux mains de leur fils, Louis-Joseph Godefroy de Tonnancour (1712-1784), qui épouse Mary-Ann Seamen (v1711-1746) puis Louise Carrerot (v1726 -v1776/84). Seize enfants naissent au manoir.
Tonnancour, père et fils, sont l’un après l’autre procureur du roi, juge, garde magasin du roi, commerçant et propriétaire de plusieurs seigneuries.
À cette époque, le manoir est une maison en pierres de deux étages, coiffée d’un toit à deux versants droits. Le bâtiment est divisé en deux : la résidence d’un côté et les magasins de l’autre. En mai 1784, un incendie endommage sérieusement le manoir:  l’étage et les combles sont détruits. Les ruines sont alors abandonnées pendant 11 ans.
Le juge Pierre-Louis Deschenaux (1759-1802) et son épouse Marie-Josephte Perreault (-1810) font l’acquisition de la propriété en 1795 et entreprenent la reconstruction du manoir. Aux deux étages en pierres déjà existants, ils font ajouter un troisième en bois. Ils font également modifier les rampants des murs-pignons pour recouvrir la maison d’un toit mansardé. L’inventaire des biens de la Maison Deschenaux révèle le caractère érudit du juge, amateur d’astronomie et de mathématiques autant que de littérature et de musique. L’ampleur de sa bibliothèque (1500 volumes) en fait l’une des plus imposantes de la ville en ce début du XIXe siècle.

## Caserne
En 1812, le gouvernement acquiert la maison Deschenaux pour en faire la Caserne des officiers militaires cantonnés à Trois-Rivières.

## Presbytère et évêché
En 1822, Mgr Joseph-Octave Plessis, évêque de Québec, acquiert la caserne au nom de la fabrique de la paroisse de Trois-Rivières, pour en faire un presbytère. En 1852, lorsque le curé Thomas Cooke est élevé au rang de premier évêque de Trois-Rivières, la maison devient aussi l’évêché de Trois-Rivières. Après le décès de Mgr Cooke en 1870, Mgr Louis-François Richer Laflèche, son successeur, occupe la maison jusqu’en 1874, alors que l’évêché est transféré dans le séminaire nouvellement construit.

## Maison religieuse et école
Les Pères Jésuites habitent la maison de 1882 à 1889 à titre de professeurs au Grand Séminaire et de desservants de l’ancienne église paroissiale située à proximité de la maison, connue sous le nom Maison Immaculée-Conception. La maison reste ensuite inoccupée pendant 13 ans.
En 1902, l’ancien presbytère et évêché est acquis par la communauté des Filles de Jésus. Elles y fondent le Jardin de l’enfance, école primaire pour garçons. Elles quittent les lieux en 1966. Cette même année, la maison est classée monument historique.

## Galerie d’art / Centre d’exposition
Propriété de la Ville de Trois-Rivières depuis 1976, le manoir est occupé depuis 1981 par la Corporation de la Galerie d'art du Parc, fondée en 1972 comme centre d’exposition en art actuel. L’art et le patrimoine se courtisent dorénavant au manoir de Tonnancour.

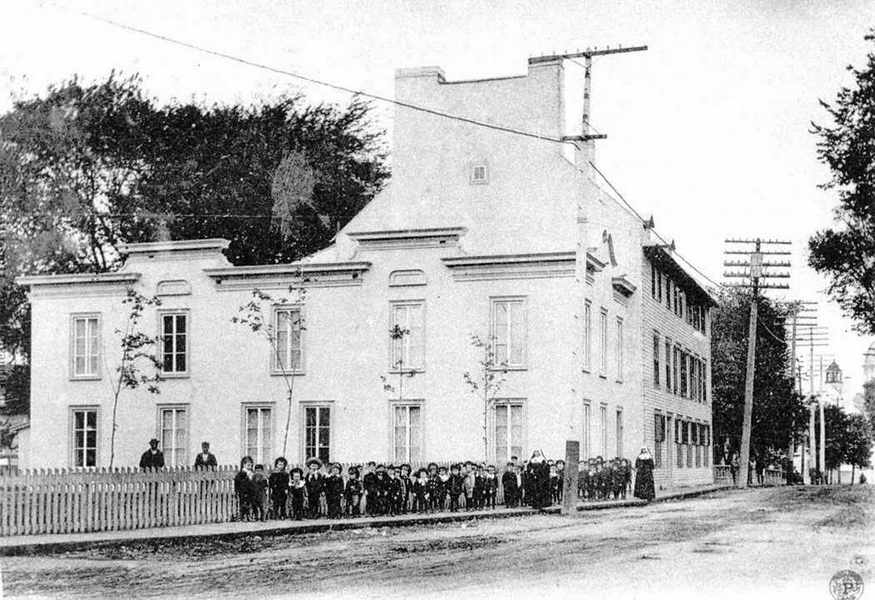
Le manoir en 1880.
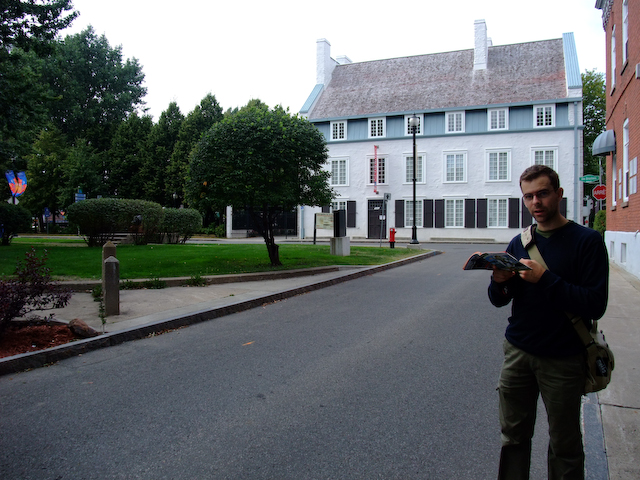
Manoir de Tonnancour et place d'Armes.
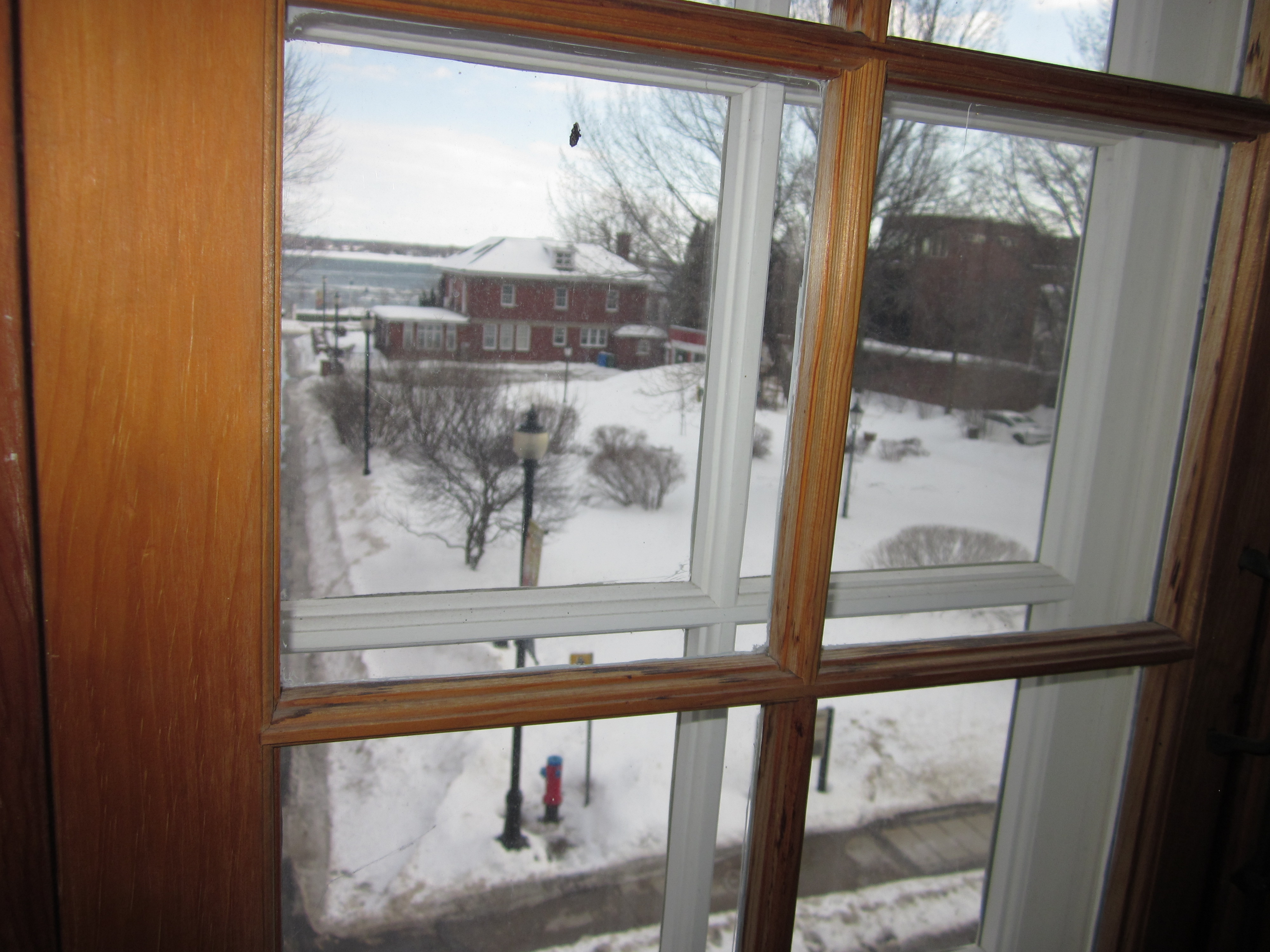
Vue depuis une fenêtre en hiver.
Emblème de la galerie d'art du Parc.